# Neu Tellin

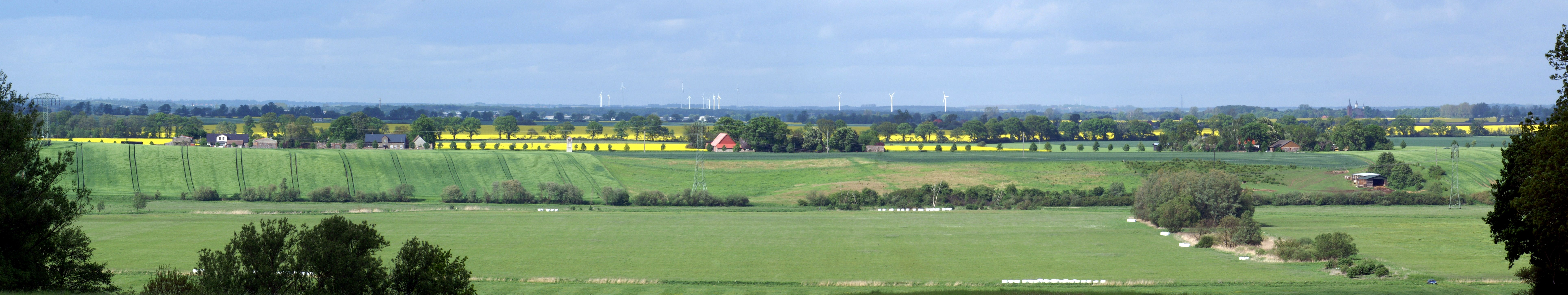
Blick über das Tollensetal nach Neu Tellin

Neu Tellin ist ein Ortsteil der Gemeinde Alt Tellin im Landkreis Vorpommern-Greifswald in Mecklenburg-Vorpommern. Der Ort liegt nördlich oberhalb des Tollensetals rund 1,5 km nordwestlich von Alt Tellin an der Straße nach Vanselow und besteht aus sechs einzelnen Gehöften.
Neu Tellin wurde zwischen 1822 und 1825 auf der Grundlage der Stein-Hardenbergschen Reformen neu angelegt. Im Zuge der Trennung (Separation) zwischen gutsherrlichem und bäuerlichem Besitz wurden mehrere Bauernstellen von Hohenbüssow in die Telliner Feldmark verlegt. 1865 hatte das ritterschaftliche Dorf 9 Feuerstellen und 81 Einwohner.